# رضا حسین‌زاده
رضا حسین‌زاده (زادهٔ ۱۴ بهمن ۱۳۴۴) در تهران، یکی از گویندگان سابق اخبار صداوسیمای جمهوری اسلامی ایران است.

## زندگی
رضا حسین‌زاده در ۱۶سالگی دیپلم علوم تجربی گرفت. پس از تحصیل در دوران‌ نوجوانی بدلیل نگرانی از جنگ عراق علیه ایران از امریکا به ایران بازمیگردد و داوطلبانه  در جنگ شرکت کرده‌است.
او علوم سیاسی را تا مرحلهٔ کارشناسی در دانشگاه استانبول ترکیه خواند و کارشناسی ارشد ژورنالیسم را نیز در مرحله پایان‌نامه، نیمه‌تمام رها کرده در سال ۱۳۸۰مدرک کارشناسی ارشد روزنامه‌نگاری را از دانشگاه آزادتهران دریافت کرد و دهه بعد درسال ۱۳۹۰ به اخذ دکترای زبان‌شناسی نائل آمد . وی ۳ سال پیاپی جوایزی از جشنواره خبر کسب کرد. او را مبدع گویندگی_مجری‌گری در ایران می‌دانند. نکات جالب زندگی او: بیش از دو دهه به تدریس در دانشگاه و موسسات اشتغال دارد.سالها مدیر موسسه چند منظوره علمی فرهنگی هنری حامی هنر و اندیشه بود.او پیش از گویندگی و پس از مراجعت به ایران در اوان جوانی؛ داوطلبانه به جبهه رفته و جانباز جنگ تحمیلی شده و این موضوع را برای هیچ‌کس بازگو نکرد اما چندی پیش درمصاحبه ای اظهار داشته هرگز پشیمان نیست و هدفش دفاع از وطن و مردم بوده است .
این‌درحالیست که : رضا حسین زاده اخیرا در یک [ ویژه برنامه تلویزیونی بنام فرکانس ] که از شبکه دو صداوسیما در سال ۱۳۹۷ پخش شد ؛ گفته هرگز به هیچکس مسئله جانبازی اش را بازگو نکرده است چون‌نخواسته که از این طریق به رانت یا موقعیتی دست یابد و این امر را افتخار خود می داند ؛ هر چند این گوینده توانمند ؛ از بی مهری  صداوسیما ! بسیار گله مند است .
.در ۲۵ بهمن ۱۳۹۴ شمسی در اخبار ۲۰ و ۳۰ شبکه دو مدعی شدند رضا حسین زاده؛ بر اثر مشکل قلبی در بیمارستان بستری شده در حالی که سپس معلوم شد دلیل بستری شدنش اصلا مشکل قلبی نبوده و ناشی از جراحات باقی‌مانده جنگ و جانبازی او است.درنهایت ؛ علیرغم سن جوان در همان سالها و در ۴۳ سالگی بازنشسته شده.
هر چند دوباره دعوت بکار شد و تا ابان ۱۳۹۷ اجرای اخبار سراسری شبکه های یک ؛ دو و پنج را برعهده داشت .
[رضا حسین‌زاده در سال ۱۳۹۵ به صورت ناگهانی از کار در بخش خبری صدا و سیمای ایران معلق شد هر چند در دوران بازنشستگی وی بوده است.[صدا و سیما می گوید حسین زاده ممنوع التصویر نیست !.
رضا حسین زاده ۲۵ سالست مدرس فن بیان و گویندگی و ارتباطات و جامعه شناسی و اعتماد بنفس و مخاطب شناسی است  و با واحد آموزش صداوسیمای جمهوری اسلامی نیز برای آموزش حین خدمت گویندگان و مجریان تا کنون همکاری دارد.
رضا حسین‌زاده در دی ۱۳۸۳ ازدواج کرد و پس از ۲۰ سال زندگی مشترک ؛ همسرش خانم دکتر بهرامی را بدلیل ایست ناگهانی قلبی از دست داد.
در صفحه اینستاگرامش اطلاعرسانی کرد ک عشقم رفت و در سوگ همسرش است.
از ازدواج مشترکشان ؛ ۲ دختر و ۱ پسر باقی مانده است .
۱۹ اردی بهشت ث ۱۴۰۴ /  از صفحه اینستاگرام دکتر  رضا حسین زاده باخبر شدیم که ایشان مجددا ازدواج اج کرده است.
شبکه های خبری نیز خبر ازدواج این‌گوینده باسابقه و درخشان خبر را بازتاب و تایید کرده اند.....  اخیرا پس از یکسال و نیم‌ سوگواری ؛ ازدواج مجدد کرده است.
هنوز از نام و شغل همسر دومشان خبری منتشر نشده است .